# Il lume dell'altra casa
Il lume dell'altra casa è una novella di Luigi Pirandello. 

## Trama
La novella narra l'avventura psicologica di Tullio Buti, un solitario impiegato del Ministero e anche avvocato, dall'infanzia difficile, che si vede sconvolgere la vita dal calore (rappresentato da un lume acceso ogni sera) della vita estranea di una felice famigliola che lui si ostina a spiare: egli è infatti affetto da voyeurismo. La gente si accorgerà della sua attività segreta, pensando che Tullio s'innamori della madre (Margherita) della famiglia spiata (i Masci). Questo equivoco è alla base di un rapporto carnale.

## Edizioni
- Luigi Pirandello, Corriere della Sera, 12 dicembre 1909
- Luigi Pirandello, Terzetti, Treves, Milano 1912
- Luigi Pirandello, Novelle per un anno, Prefazione di Corrado Alvaro, Mondadori, Milano 1956-1987, 2 volumi. 0001690-7
- Luigi Pirandello, Novelle per un anno, a cura di Mario Costanzo, Prefazione di Giovanni Macchia, I Meridiani, 2 volumi, Arnoldo Mondadori, Milano 1987 EAN: 9788804211921
- Luigi Pirandello, Tutte le novelle, a cura di Lucio Lugnani, Classici Moderni BUR, Milano 2007, 3 volumi.
- Luigi Pirandello, Novelle per un anno, a cura di S. Campailla, Newton Compton, Grandi tascabili economici.I mammut, Roma 2011 Isbn 9788854136601
- Luigi Pirandello, Novelle per un anno, a cura di Pietro Gibellini, Giunti, Firenze 1994, voll. 3.

## Adattamenti
Nel 1920 la novella è stata trasposta nel film omonimo, diretto da Ugo Gracci, con Anna Gracci, Gaietta Gracci, e Ugo Gracci.
Nella serie televisiva Pirandello: novelle per un anno, iniziata nel 2018, il terzo episodio della prima stagione è Il lume dell'altra casa, andato in onda il 7 maggio 2018.